# Ornebius nigrifrons
Ornebius nigrifrons är en insektsart som beskrevs av Lucien Chopard 1969. Ornebius nigrifrons ingår i släktet Ornebius och familjen Mogoplistidae. Inga underarter finns listade i Catalogue of Life.